# Paolo Moffa
Paolo Moffa, né à Rome le 16 décembre 1915 et mort à Nice le 26 février 2005, est un réalisateur, producteur et scénariste italien. Il a réalisé sept films entre 1943 et 1982. Il est parfois crédité sous le nom de John Byrd.

## Biographie
Né à Rome en 1915, Paolo Moffa a commencé sa carrière dans les années 1930 comme superviseur. Principalement actif en tant que producteur exécutif, il a également été réalisateur adjoint pour de nombreux films jusqu'en 1958. Il a été le fondateur de la société de production de films Società Ambrosiana Cinematografica. Il a également été monteur et documentariste.

## Filmographie partielle

### Comme réalisateur
- 1943 : Le Voyage de monsieur Perrichon (Il viaggio del signor Perrichon)
- 1950 : Les Derniers Jours de Pompéi (Gli ultimi giorni di Pompei), coréalisé avec Marcel L'Herbier
- 1954 : Les Gaîtés de l'escadron (Allegro squadrone)
- 1954 : Conquête héroïque (La principessa delle Canarie )
- 1968 : Jusqu'à la dernière goutte de sang (All'ultimo sangue)
- 1977 : Lola 77 (Lulù 77)
- 1982 : Vierge... façon de parler — film X

### Comme producteur
- 1952 : Marito e moglie d'Eduardo De Filippo
- 1960 : La Révolte des esclaves (La rivolta degli schiavi) de Nunzio Malasomma
- 1962 : Maciste contre le fantôme (Maciste contro il vampiro) de Sergio Corbucci et Giacomo Gentilomo
- 1963 : Le Corsaire de la reine (Il dominatore dei 7 mari) de Rudolph Maté et Primo Zeglio
- 1964 : La Terreur des Kirghiz (Ursus, il terrore dei kirghisi) d'Antonio Margheriti et Ruggero Deodato
- 1966 : Johnny Colt (Starblack) de Giovanni Grimaldi
- 1969 : Cinq pour l'enfer (5 per l'inferno) de Gianfranco Parolini
- 1969 : Le Fossoyeur (Sono Sartana, il vostro becchino) de Giuliano Carnimeo
- 1970 : Bonnes funérailles, amis, Sartana paiera (Buon funerale amigos!... paga Sartana) de Giuliano Carnimeo
- 1983 : Les Déchaînements pervers de Manuela (Unleashed Perversions of Emanuelle) de Joe D'Amato